# Aleuroplatus magnoliae
Aleuroplatus magnoliae là một loài côn trùng cánh nửa trong họ Aleyrodidae, phân họ Aleyrodinae.
Aleuroplatus magnoliae được Russell miêu tả khoa học đầu tiên năm 1944.